# Нову (Алабама)
Нову (енгл. Nauvoo) град је у америчкој савезној држави Алабама. По попису становништва из 2010. у њему је живело 221 становника.

## Демографија
Према попису становништва из 2010. у граду је живело 221 становника, што је 63 (22,2%) становника мање него 2000. године.
| Група             | 2000.       | 2010.       |
| Белци             | 277 (97,5%) | 213 (96,4%) |
| Афроамериканци    | 0 (0,0%)    | 0 (0,0%)    |
| Азијати           | 0 (0,0%)    | 1 (0,5%)    |
| Хиспаноамериканци | 5 (1,8%)    | 6 (2,7%)    |
| Укупно            | 284         | 221         |